# Аврам Грант
Аврахам Аврам Грант (хебр. אברהם "אברם" גרנט‎; Петах Тиква, Израел, 6. фебруар 1955) је израелски фудбалски тренер. Током каријере водио је доста клубова, у домовини је тренирао Хапоел Петах Тихву, Макаби Тел Авив, Хапоел Хаифу и Макаби Хаифу, а био је и селектор репрезентације Израела. Водио је и енглеске премијерлигаше Челси, Портсмут и Вест Хем јунајтед. Почетком 2012. године дошао је у Србију и у пролећном делу сезоне био шеф стручног штаба Партизана. Са београдским „црно-белима” освојио је титулу шампиона Србије. Био је селектор репрезентације Гане.

## Тренерски успеси

### Хапоел Петах Тиква
- Тото куп (2) : 1989/90, 1990/91.

### Макаби Тел Авив
- Првенство Израела (2) : 1991/92, 1994/95.
- Куп Израела (1) : 1993/94.
- Тото куп (2) : 1992/93, 1998/99.

### Макаби Хаифа
- Првенство Израела (2) : 2000/01, 2001/02.
- Тото куп (1) : 2001/02.

### Челси
- Лига шампиона : финале 2007/08.
- Премијер лига : вицепрвак 2007/08.
- Лига куп Енглеске : финале 2007/08.

### Портсмут
- ФА куп : финале 2009/10.

### Партизан
- Првенство Србије (1) : 2011/12.

### Репрезентација Гане
- Афрички куп нација : финале 2015.